# Cheri Blauwet
Cheri Blauwet es una médica estadounidense y corredora de sillas de ruedas. Está certificada por la Junta en Medicina y Rehabilitación (PM&R) y Medicina del Deporte, es profesora asistente de PM&R en la Facultad de Medicina de Harvard y médica asistente en el Hospital Brigham and Women's y el Hospital Spaulding Rehabilitation. Ha competido a nivel olímpico y paralímpico en eventos que van desde los 100 metros hasta maratón.

## Biografía
Blauwet creció en Larchwood, Iowa, en una familia de agricultores. Ha usado silla de ruedas desde la edad de 18 meses, luego de un accidente agrícola que resultó en una lesión de la médula espinal ubicada en la vértebra T10. Comenzó a correr en la escuela secundaria cuando fue reclutada por el entrenador de atletismo de su escuela. Más tarde asistió a la Universidad de Arizona, donde fue miembro del equipo de carreras de sillas de ruedas, y se graduó magna cum laude con un título en Biología Molecular y Celular. Asistió a la Escuela de Medicina de la Universidad Stanford, completó su residencia en medicina física y rehabilitación en la Facultad de Medicina de Harvard, y completó una beca de medicina deportiva en el Instituto de Rehabilitación de Chicago.

## Carrera deportiva
Comenzó su carrera deportiva como velocista en silla de ruedas, pero luego se centró en distancias más largas. En los Juegos Paralímpicos de Verano de 2000, ganó una medalla de plata en los 100 m y tres bronces en los eventos de 200 m, 400 m y 800 m. Compitió en su primer maratón en Japón en 2002, y dos semanas después ganó la carrera de la ciudad de Nueva York, su segundo maratón. Luego ganó el Maratón de Nueva York dos veces (2002, 2003), el Maratón de Boston dos veces (2004, 2005) y el Maratón de Los Ángeles cuatro veces (2003, 2004, 2005 y 2008).
En los Juegos Olímpicos de 2004, terminó 5.º en el deporte de demostración de silla de ruedas de 800 m femeninos. Participó en los Juegos Paralímpicos de Verano de 2004, donde ganó oro en los 800 m, bronce en los 5000 m y otro bronce en el maratón. También fue miembro del equipo paralímpico estadounidense de 2008 en Beijing. Blauwet fue nombrada miembro del Equipo Académico USA Today All-USA 2002 y ha sido nominada para el Premio ESPY, el Premio Laureus World Sports y el Atleta del Año de la Fundación Deportiva Femenina.

## Carrera médica
Asistió a la Facultad de Medicina de la Universidad de Stanford, graduándose en 2009. Completó una pasantía en medicina interna en el Hospital Brigham and Women's en 2010 y una residencia en PM&R en 2013 en Spaulding Rehabilitation Hospital / Harvard Medical School, donde se desempeñó como Jefa de Residentes. Completó una beca en medicina deportiva en el Instituto de Rehabilitación de Chicago en 2014. Actualmente es profesora asistente de PM&R en la Facultad de medicina de Harvard y médico tratante en el Hospital Brigham and Women's y el Hospital Spaulding Rehabilitation, donde se especializa en medicina deportiva.
Ha publicado numerosos artículos científicos centrados en la medicina deportiva, el deporte adaptativo y el ejercicio, y las mujeres en medicina. Recibió el Premio a la Diversidad Harold Amos de la Facultad de Medicina de Harvard en 2016, que reconoció su excelencia en la promoción de la investigación y atención clínica para atletas con discapacidades, así como en la promoción de oportunidades para profesores y aprendices con discapacidades. Fue galardonada con el título de Doctor Honorario en Letras Humanas del Emerson College durante su 135.º Ceremonia de graduación en 2015 y fue nombrada por la Cámara de Comercio de Boston como una de los Diez Líderes Jóvenes Sobresalientes de Boston en 2016.
Blauwet ha asumido muchos roles de liderazgo y defensa, enfocándose en promover la actividad física y un estilo de vida saludable para las personas con discapacidades. Actualmente se desempeña como Presidenta de la Comisión Médica del Comité Paralímpico Internacional, está en la Junta Directiva Comité Olímpico y Paralímpico Estadounidense, así como de la Comisión Médica y Científica del Comité Olímpico Internacional, y sirve como Directora de Acceso y Conciencia sobre Discapacidades para la Spaulding Rehabilitation Network. Anteriormente formó parte de la junta directiva de la Agencia antidopaje de Estados Unidos, la Junta de Revisión de la Subvención de Calidad de Vida de la Fundación Neilsen, y fue miembro del Comité de Oferta Olímpica Boston 2024. Se presentó ante las Naciones Unidas en 2015 para el Día Internacional del Deporte para el Desarrollo y la Paz de la ONU y fue la oradora principal en la celebración en Boston del 25 Aniversario de la Ley de Estadounidenses con Discapacidades. Viajó a Etiopía y Angola en 2006 con el programa Sports for Life de Vietnam Veterans of America Foundation, donde ayudó a educar a las comunidades sobre los derechos de las personas con discapacidad, así como a establecer programas deportivos sostenibles. Sigue siendo una defensora de las personas con discapacidad a través de conferencias, entrevistas y comerciales.